# NBA Most Improved Player 2010
Le joueur qui a reçu le trophée de la meilleure progression 2010 (Most Improved Player) est Aaron Brooks. Il devance George Hill, Marc Gasol et Kevin Durant tous les trois avec 101 points. Brooks et le deuxième joueur à recevoir ce trophée en étant un ancien joueur de D-League (Après Bobby Simmons en 2005). Le premier français est 7e (Joakim Noah).

## Les Votes
1er:  5 points
2e: 3 points
3e: 1 point
| Joueur                | Équipe                    | 1re place | 2e place | 3e place | TOTAL |
| Aaron Brooks          | Houston Rockets           | 62        | 27       | 12       | 403   |
| Kevin Durant          | Thunder d'Oklahoma City   | 17        | 5        | 1        | 101   |
| George Hill           | San Antonio Spurs         | 7         | 17       | 15       | 101   |
| Marc Gasol            | Memphis Grizzlies         | 9         | 13       | 17       | 101   |
| Andrew Bogut          | Milwaukee Bucks           | 7         | 17       | 13       | 93    |
| Russell Westbrook     | Thunder d'Oklahoma City   | 5         | 11       | 9        | 67    |
| Joakim Noah           | Chicago Bulls             | 7         | 8        | 5        | 64    |
| Gerald Wallace        | Charlotte Bobcats         | 3         | 4        | 2        | 29    |
| Corey Brewer          | Timberwolves du Minnesota | -         | 3        | 10       | 19    |
| Brook Lopez           | New Jersey Nets           | 1         | 3        | 5        | 19    |
| Carl Landry           | Sacramento Kings          | -         | 4        | 6        | 18    |
| Andray Blatche        | Washington Wizards        | 1         | 2        | 1        | 12    |
| Rajon Rondo           | Boston Celtics            | 2         | -        | 2        | 12    |
| Channing Frye         | Phoenix Suns              | 1         | -        | 5        | 10    |
| Danilo Gallinari      | New York Knicks           | -         | 1        | 7        | 10    |
| Josh Smith            | Atlanta Hawks             | -         | 2        | 2        | 8     |
| David Lee             | New York Knicks           | -         | -        | 7        | 7     |
| Dwight Howard         | Orlando Magic             | 1         | -        | -        | 5     |
| Ersan Ilyasova        | Milwaukee Bucks           | -         | 1        | 1        | 4     |
| Chris Kaman           | Clippers de Los Angeles   | -         | 1        | 1        | 4     |
| J. J. Redick          | Orlando Magic             | -         | 1        | 1        | 4     |
| Chris Douglas-Roberts | New Jersey Nets           | -         | 1        | -        | 3     |
| Paul Millsap          | Utah Jazz                 | -         | 1        | -        | 3     |
| Nene                  | Denver Nuggets            | -         | 1        | -        | 3     |
| Robin Lopez           | Phoenix Suns              | -         | -        | 2        | 2     |
| Monta Ellis           | Golden State Warriors     | -         | -        | 1        | 1     |
| J. J. Hickson         | Cleveland Cavaliers       | -         | -        | 1        | 1     |
| Zach Randolph         | Memphis Grizzlies         | -         | -        | 1        | 1     |
| John Salmons          | Milwaukee Bucks           | -         | -        | 1        | 1     |
| Ben Wallace           | Detroit Pistons           | -         | -        | 1        | 1     |